# 医政局
医政局（いせいきょく、英語: Health Policy Bureau）は、中央省庁である厚生労働省の内部部局の一つ。医療政策などを所管する。中央省庁再編で2001年1月6日に厚生省と労働省が統合され、厚生省健康政策局が組織変更されて発足した。
長らく、医政局長は医師である厚生労働技官が務めたが、近年は事務系から就任する事例がある。

## 所管業務
医政局は、次に掲げる事務をつかさどる （厚生労働省組織令第4条）。
1. 保健医療に関する基本的な政策の企画及び立案並びに推進に関すること。
2. 保健医療の普及及び向上に関すること(他局の所掌に属するものを除く。)。
3. 医療の指導及び監督に関すること(子ども家庭局及び老健局の所掌に属するものを除く。)。
4. 医療機関の整備に関すること(他局の所掌に属するものを除く。)。
5. 病院、診療所及び助産所における安全管理に関すること。
6. 医師及び歯科医師に関すること。
7. 保健師、助産師、看護師、歯科衛生士、診療放射線技師、歯科技工士、臨床検査技師、理学療法士、作業療法士、視能訓練士、臨床工学技士、義肢装具士、救急救命士、言語聴覚士その他医療関係者に関すること(他局及び人材開発統括官の所掌に属するものを除く。)。
8. あん摩マッサージ指圧師、はり師、きゅう師及び柔道整復師に関すること。
9. 医薬品、医薬部外品、医療機器その他衛生用品及び再生医療等製品の研究及び開発並びに生産、流通及び消費の増進、改善及び調整並びに化粧品の研究及び開発に関すること(他局の所掌に属するものを除く。)。
10. 医薬品、医薬部外品、化粧品、医療機器その他衛生用品及び再生医療等製品の製造販売業、製造業、販売業、貸与業及び修理業(化粧品にあっては、研究及び開発に係る部分に限る。)の発達、改善及び調整に関すること。
11. 医療機器(医療用品、歯科材料及び衛生用品を除く。)の配置及び使用に関すること。
12. 国立ハンセン病療養所における医療の提供並びに研究及び研修に関すること。
13. 独立行政法人国立病院機構の組織及び運営一般に関すること。
14. 独立行政法人地域医療機能推進機構の組織及び運営一般に関すること。
15. 国立高度専門医療研究センター(高度専門医療に関する研究等を行う国立研究開発法人に関する法律(平成二十年法律第九十三号)第三条の二に規定する国立高度専門医療研究センターをいう。以下同じ。)の組織及び運営一般に関すること。
16. 前各号に掲げるもののほか、公衆衛生の向上及び増進に関すること(大臣官房及び他局の所掌に属するものを除く。)。

## 所管する国家試験
医師国家試験、歯科医師国家試験、看護師国家試験、助産師国家試験、保健師国家試験、臨床検査技師国家試験、診療放射線技師国家試験、視能訓練士国家試験、理学療法士国家試験、作業療法士国家試験がある。なお、薬剤師国家試験は医薬局が所管する。

## 組織

### 総務課
所掌
厚生労働省組織令（令和2年3月23日政令第56号）第32条に所掌事務が規定されている。
```
（総務課の所掌事務）
第32条 総務課は、次に掲げる事務をつかさどる。
一 
保健
医療
に関する基本的な政策の企画及び立案並びに推進に関すること。
二 医政局の所掌事務に関する総合調整に関すること。
三 医療を提供する体制の確保に関すること（他局及び他課の所掌に属するものを除く。）。
四 前各号に掲げるもののほか、医政局の所掌事務で他の所掌に属しないものに関すること。
```

#### 医療政策企画官
所掌
厚生労働省組織規則（平成2年3月31日厚生労働省令第72号）第11条に所掌事務が規定されている。
```
（医療安全推進室及び医療政策企画官）
第11条 総務課は、次に掲げる事務をつかさどる。
一 総務課に、医療安全推進室及び医療政策企画官一人を置く。
四 医療政策企画官は、命を受けて、
保健
医療
に関する基本的な政策に関する特定事項の企画及び立案並びに調整に関することを行う。
```

### 医事課
所掌
厚生労働省組織令（令和2年3月23日政令第56号）第35条に所掌事務が規定されている。
```
（医事課の所掌事務）
第35条 医事課は、次に掲げる事務をつかさどる。
一 
医師
、
歯科医師
その他医療関係者に関する事務（他局の所掌に属するものを除く。）の総括に関すること。
二 医師、
診療放射線技師
、臨床検査技師、理学療法士、作業療法士、視能訓練士、臨床工学技士、義肢装具士、
言語聴覚士
、
あん摩マッサージ指圧師
、
はり師
、
きゅう師
及び
柔道整復師
に関すること。
三 
外国医師
等が行う臨床修練等に係る医師法第17条等の特例等に関する法律の規定による外国医師及び
外国看護師
等（外国において診療放射線技師、臨床検査技師、理学療法士、作業療法士、視能訓練士、臨床工学技士、義肢装具士又は言語聴覚士に相当する資格を有する者に限る。）の臨床修練並びに外国医師の臨床教授等に関すること。
```

#### 試験免許室
所掌
厚生労働省組織規則（平成2年3月31日厚生労働省令第72号）第14条2項の2に所掌事務が規定されている。
```
（試験免許室及び医師臨床研修推進室）
第14条 医事課に、試験免許室及び医師臨床研修推進室を置く。
2 試験免許室は、次に掲げる事務をつかさどる。
 一 
医師
、
診療放射線技師
、臨床検査技師、理学療法士、作業療法士、視能訓練士、臨床工学技士及び義肢装具士の試験及び免許に関すること。
 二 
外国医師
等の臨床修練及び臨床教授等のための病院又は診療所の指定並びに臨床修練及び臨床教授等の許可に関すること（他課の所掌に属するものを除く。）。
3 試験免許室に、室長を置く。
```

### 経済課
所掌
厚生労働省組織令（令和2年8月5日政令第233号）第38条に所掌事務が規定されている。
```
（経済課の所掌事務）
第38条 経済課は、次に掲げる事務をつかさどる。
一 
医薬品
、
医薬部外品
、
医療機器
その他
衛生用品
及び
再生医療
等製品の生産、流通及び消費の増進、改善及び調整に関すること（他局及び研究開発振興課の所掌に属するものを除く。）。
二 医薬品、医薬部外品、医療機器その他衛生用品及び再生医療等製品の製造販売業、製造業、販売業、貸与業及び修理業の発達、改善及び調整に関すること（研究開発振興課の所掌に属するものを除く。）。
三 医薬品、医薬部外品、医療機器その他衛生用品及び再生医療等製品の輸出入に関すること。
四 医療機器（医療用品、歯科材料及び衛生用品を除く。）の配置及び使用に関すること（地域医療計画課の所掌に属するものを除く。）。
```

## 医政局長
- 伊藤雅治（2001年：初代）
- 篠崎英夫（2001年8月31日 - ）
- 岩尾總一郎（2003年8月29日 - ）[2]
- 松谷有希雄（2005年 - ）[3]
- 外口崇（2007年8月24日 - ）[4]
- 阿曽沼慎司（2009年7月24日 - ）
- 大谷泰夫（2010年7月30日 - ）[5]
- 原徳壽（2012年9月10日 - ）[6]
- 二川一男（2014年7月11日 - ）[7]
- 神田裕二（2015年10月1日 - ）[8]
- 武田俊彦（2017年7月11日 - ）[9]
- 吉田学（2018年7月31日 - ）[10]
- 迫井正深（2020年8月7日 - ）[11]
- 伊原和人（2021年9月14日 - ）[12]
- 榎本健太郎（2022年6月28日 - ）[13]
- 浅沼 一成（2023年9月1日 - ）[14]
- 森光敬子　(2024年7月5日 - )  [15]

| 代 | 氏名       | 出身省庁       | 前職                                 | 就任日        | 出身大学等                                                  | 後職 |
| -- | ---------- | -------------- | ------------------------------------ | ------------- | ----------------------------------------------------------- | --- |
| 1  | 伊藤雅治   | 厚生省（医師） | 健康政策局長                         | 2001年：初代  | 新潟大学医学部（昭和43年医師免許）                          | 退官 全国社会保険協会連合会理事長 全国訪問看護事業協会会長                                                                                         |
| 2  | 篠崎英夫   | 厚生省（医師） | 健康局長                             | 2001年8月31日 | 慶應義塾大学医学部（昭和44年医師免許）                      | 国立保健医療科学院長 日本公衆衛生協会理事長 |
| 3  | 岩尾總一郎 | 厚生省（医師） | 環境省自然環境局長                   | 2003年8月29日 | 慶應義塾大学医学部（昭和48年医師免許）                      | 退官 世界保健機関健康開発センター長 国際医療福祉大学副学長 日本尊厳死協会理事長                                                                    |
| 4  | 松谷有希雄 | 厚生省（医師） | 大臣官房技術総括審議官               | 2005年8月26日 | 北海道大学医学部（昭和50年医師免許） ピッツバーグ大学大学院 | 国立療養所多磨全生園長 国立保健医療科学院長 国際医療福祉大学副学長 大塚ホールディングス取締役 日本公衆衛生協会理事長                               |
| 5  | 外口崇     | 厚生省（医師） | 健康局長                             | 2007年8月24日 | 慶應義塾大学医学部（昭和52年医師免許）                      | 保険局長 医療法人社団つくし会新田クリニック医師 |
| 6  | 阿曽沼慎司 | 厚生省         | 社会・援護局長                       | 2009年7月24日 | （事務官）                                                  | 厚生労働事務次官 |
| 7  | 大谷泰夫   | 厚生省         | 大臣官房長                           | 2010年7月30日 | （事務官）                                                  | 厚生労働審議官 内閣官房国家公務員制度改革事務局長 内閣官房参与 国立研究開発法人 日本医療研究開発機構理事 神奈川県参与 神奈川県立保健福祉大学理事長 |
| 8  | 原徳壽     | 厚生省（医師） | 防衛省大臣官房衛生監                 | 2012年9月10日 | 自治医科大学医学部（昭和56年医師免許）                      | 成田空港検疫所長 順天堂大学革新的医療技術開発研究センター客員教授                                                                                  |
| 9  | 二川一男   | 厚生省         | 大臣官房長                           | 2014年7月11日 | （事務官）                                                  | 厚生労働事務次官 |
| 10 | 神田裕二   | 厚生省         | 医薬食品局長                         | 2015年10月1日 | （事務官）                                                  | 退官 社会保険診療報酬支払基金理事長 県立広島大学大学院経営管理研究科特任教授                                                                       |
| 11 | 武田俊彦   | 厚生省         | 医薬・生活衛生局長                   | 2017年7月11日 | （事務官）                                                  | 退官 厚生労働省政策参与 岩手医科大学医学部客員教授 ボストンコンサルティンググループシニアアドバイザー 東京海上日動火災保険顧問                     |
| 12 | 吉田学     | 厚生省         | 子ども家庭局長                       | 2018年7月31日 | （事務官）                                                  | 内閣官房新型コロナウイルス感染症対策推進室次長 |
| 13 | 迫井正深   | 厚生省（医師） | 大臣官房審議官                       | 2020年8月7日  | 東大医学部（平成元年医師免許）                              | 内閣官房内閣審議官（内閣官房副長官補付） 内閣官房新型コロナウイルス感染症対策推進室次長                                                            |
| 14 | 伊原和人   | 厚生省         | 政策統括官（総合政策担当）           | 2021年9月14日 | （事務官）                                                  | 保険局長 |
| 15 | 榎本健太郎 | 厚生省         | 大臣官房審議官                       | 2022年6月28日 | （事務官）                                                  | 大臣官房付 |
| 16 | 浅沼一成   | 厚生省（医師） | 大臣官房危機管理・医務技術総括審議官 | 2023年9月1日  | 東京慈恵会医科大学医学部                                    | 退官 |
| 17 | 森光敬子   | 厚生省 (医師)  | 大臣官房危機管理・医務技術総括審議官 | 2024年7月5日  | 佐賀医科大学医学部                                          | |